# Lokvičići
Lokvičići falu és község Horvátországban Split-Dalmácia megyében.

## Fekvése
Splittől légvonalban 52, közúton 73 km-re keletre, Makarskától légvonalban 19, közúton 37 km-re északra, a Dalmát Zagora területén, Imotska krajina nyugati részén a Biokovo- és a Zavelim-hegység közötti dombos, legelőkkel borított  területen fekszik. Felszíne az Imotski-mező nyugati részétől meredeken lejt a Prošlosko blatonak nevezett vizenyős területig. Közelében három tó is található, a Mamica-tó (Lokvičićko-tó), a Knezovića-tó és a Galipovac-tó. A község fontosabb települései és településrészei Berinovac, Kljenovac, Poboj, Lokvičići, Vidulini, Dolića Draga Donja és Dolića Draga Gornja.

## A község települései
Közigazgatásilag Lokvičićin kívül Dolića Draga település tartozik hozzá.

## Története
A régészeti leletek tanúsága szerint területe már a történelem előtti időkben is lakott volt. A térség első ismert népe az illírek voltak. Róluk mesélnek az ókorból fennmaradt halomsírok és várak maradványai, melyekből a község területén több is található. A rómaiak csak az 1. század elejére tudták véglegesen meghódítani a térséget. Az ő örökségük az itt áthaladó római út, mely Salonából Imotskin keresztül Narona irányába vezetett. A horvátok ősei a 7. században vándoroltak be. A középkor emléke az itt talált két nagyméretű 12. századi sírkő. A bencés atyák a Vrljika-folyó forrásánál építették fel kolostorukat, innen végezték a térség lakóinak keresztény hitre térítését. A 14. századtól a hívek lelki gondozását a ferencesek vették át, akik az elpusztult kolostort újjáépítették. A török 1463-ban meghódította a közeli Boszniát, majd néhány évvel később már ez a terület is uralmuk alá került. Az 1699-es karlócai béke török kézen hagyta. Végleges felszabadulása csak az újabb velencei-török háborút lezáró pozsareváci békével 1718-ban történt meg. Ezután a Velencei Köztársaság fennhatósága alá tartozott. A felszabadítás után a települést a proložaci plébánia területéhez csatolták, de szolgálatát továbbra is a ferencesek látták el. Blašković püspök ugyan többször is megkísérelte a hívek lelki gondozását világi papok kezébe adni, de kísérletei mindannyiszor sikertelenek maradtak. A ferences káplán továbbra is Proložacon lakott és innét járt át a településre. Végül a püspökség csak 1779-ben tudta keresztülvinni akaratát, amikor megalapította az önálló lokvičići plébániát. A velencei uralomnak 1797-ben vége szakadt és osztrák csapatok vonultak be Dalmáciába. 1806-ban az osztrákokat legyőző franciák uralma alá került, de Napóleon lipcsei veresége után 1813-ban újra az osztrákoké lett. A településnek 1857-ben 1003, 1910-ben 1802 lakosa volt. 1918-ban az új szerb-horvát-szlovén állam, majd később Jugoszlávia része lett. A háború után a szocialista Jugoszláviához került. A lakosság elvándorlása az 1970-es évektől vette kezdetét. 1991 óta a független Horvátországhoz tartozik. 1997-ben megalakult az önálló Lokvičića község. Az 1990-es évek óta lakossága rohamosan csökkent. 2011-ben a településnek 440 lakosa volt.

## Lakosság
| Lakosság változása | Lakosság változása | Lakosság változása | Lakosság változása | Lakosság változása | Lakosság változása | Lakosság változása | Lakosság változása | Lakosság változása | Lakosság változása | Lakosság változása | Lakosság változása | Lakosság változása | Lakosság változása | Lakosság változása | Lakosság változása |
| ------------------ | ------------------ | ------------------ | ------------------ | ------------------ | ------------------ | ------------------ | ------------------ | ------------------ | ------------------ | ------------------ | ------------------ | ------------------ | ------------------ | ------------------ | ------------------ |
| 1857               | 1869               | 1880               | 1890               | 1900               | 1910               | 1921               | 1931               | 1948               | 1953               | 1961               | 1971               | 1981               | 1991               | 2001               | 2011               |
| 1.003              | 1.202              | 1.115              | 1.208              | 1.384              | 1.802              | 1.749              | 1.098              | 1.909              | 2.238              | 2.299              | 1.170              | 986                | 773                | 582                | 440                |

## Nevezetességei
- Páduai Szent Antal tiszteletére szentelt régi plébániatemploma a temetőben áll. Építési ideje nem ismert, egyesek azt állítják, hogy közvetlenül a török alóli felszabadulás után épült. Kezdetben a mainál jóval kisebb volt. Az 1979-es felújítás során az oltárban feljegyzést találtak, mely szerint 1760-ban szentelte fel Blašković püspök. 1779-ben négy méterrel meghosszabbították, így hajója nyolc méter hosszú lett. 1931-ig az új templom felépítéséig ez volt a község plébániatemploma. Ma temetőkápolnaként szolgál. 1979-ben a plébánia alapításának kétszázadik évfordulóján teljesen felújították és az év augusztus 26-án Franić érsek újraszentelte.
- Krisztus király tiszteletére szentelt új plébániatemploma 1931-ben épült. Mivel a régi plébániatemplom kicsinek bizonyult, ezért a hívek már régóta szorgalmazták egy új, nagyobb templom építését. Már 1792-ben elrendelte Blašković püspök egy nagyobb templom építését, melyet Jézus szíve tiszteletére szenteltek volna. Voltak is próbálkozások a terv megvalósítására, de ezek különböző okok miatt meghiúsultak. Végül 1930. augusztus 17-én helyezték el az új templom alapkövét, melyet 1931. november 22-én már fel is szenteltek. Ebből az alkalomból Bonefačić püspök egy Krisztus király képet adományozott a templomnak. A templom piramis záródású harangtornyát 1939-ben fejezték be az építők. Az épület 32 méter hosszú, 12 méter széles és 7 méter magas. Szűz Mária, Szent Antal, Szent Balázs és Szent Vince szobrai találhatók benne. Utóbbit Pavlinović plébános 1934-ben vásárolta a templomnak. Az épületet 1986-ban Ribičić plébános teljesen felújíttatta.
- A Kisboldogasszony kápolna a plébániaház mellett áll. 1870-ben építették a mindenkori plébános napi használatára. Különösen nagy ünnepe február 11. a Lourdes-i Szűzanya ünnepnapja. 1977-ben teljesen felújították.
- Budimlići falucska keleti végén található a Budimlić épületkomplexum, mely egy nagy, kétemeletes épületből és a házra merőlegesen húzódó két, egyemeletes házból áll. A komplexum valószínűleg a 18. és 19. században épült. A Budimlić-ház nagyon jó példa Imotski vidékének 18. századi hagyományos építészetére.[5]
- A „Kod Pezinih kuća” régészeti lelőhely Lokvičići déli részén, Pezo nevű településrészétől délre, illetve a Trilj-Imotski úttól északra található. Sírkövekkel ellátott középkori temető, amely a 15. században alakult ki az ősi Salona-Tilurium-Novae-Narona útvonal mentén. A lelőhelyen 23 síremlék látható. A díszítő motívumok repertoárja hasonló ezen a területen a többi síremlékhez: rozetták, félholdak, keresztek, csigavonal, stilizált indák, kólót járó emberi alakok, lovas vadász és szarvas ábrázolásai.[6]
- A „Berinovac-Grebašnik” régészeti lelőhely a Cista - Imotski úttól északra, Berinovacban, a Zovko falucska területén található. A lelőhely nagyobb középkori temető, amelynek teraszain mintegy 30 síremlék található.  A díszítő motívumok repertoárja hasonló az ezen a területen található többi síremlékhez: rozetta, félhold, kereszt, csigavonal, stilizált indák, kör alakban összefonódó emberi alakok, lovas vadász és szarvas ábrázolása. A területen szisztematikus régészeti kutatás nem történt, így a környező, szárazon rakott kőfalakban még számos beépített középkori sírkő lehet.[7]
- A településtől az Imotski-mező északnyugati szélén, egy meredek falú szurdok tetején, a Prološki blato felett található a „Grad-Orlove” régészeti övezet. Több korszakot felölelő régészeti lelőhely, amely az őskortól a késő középkorig szinte folyamatosan lakott volt. A szurdok tetején található az „Orlova stina” őskori erődített települése. Az erődtől keletre, a szinte függőleges szurdok legtetején, a tengerszint felett 437 m magasságban található az ókori Grad erőd. A fennsík alaprajza szabálytalan, hosszúkás alakú, körülbelül 70x30-40 m méretű. A fallal körülvett erőd teljes területe eredeti formájában akár 2100 m2 is lehetett. A sáncok leginkább délkeleten és kisebb mértékben a fennsík nyugati szélén maradtak fenn. A fennsík legmagasabb szintjén két helyiség maradványai láthatók. A délkelet felé eső terep lejtése olyan falakkal rendelkező épületek lépcsőzetes felépítését tette lehetővé, amelyek megtámasztják a földdel és más anyagokkal, például vakolattal feltöltött teraszokat. Az elvégzett régészeti kutatások alapján a legkorábbi épületek, valamint maga az erődítményrendszer a római befolyás terjedésének és Dalmácia tartomány megszervezésének idején jött létre. Az erődnek több hosszabb vagy rövidebb működési fázisa volt az őskortól a középkor végéig bezárólag. Tekintettel rendkívüli stratégiai fekvésére és könnyű védhetőségére az erődítmény valószínűleg menedékként is szolgált a környező népesség számára.[8]

## Oktatás
Kljenovac és Vidulini településrészeken alapiskola működik.

## Egyesületek
Berinovacon bocsaklub működik.